# Каменистая степь
Каменистая степь — памятник природы регионального значения, расположенный в Искитимском районе Новосибирской области России. Площадь —  22,7 га. Статус памятника природы присвоен 27 апреля 2000 года.

## Расположение
«Каменистая степь» расположена в Искитимском районе Новосибирской области между реками Китерня и Малый Ик на северо-восточной окраине села Новососедова в пределах западной стороны Присалаирской дренированной равнины (восточное продолжение Приобского плато).

## Описание
Памятник природы представляет из себя небольшую возвышенность, её южная часть каменистая, а северная покрыта березовым лесом.
На возвышенности присутствуют редко встречающиеся в Новосибирской области карстовые проявления.
На северном склоне возвышенности имеется пещера, известная среди спелеологов как «Новососедовская». Её вход расположен на дне карстовой воронки. Пещера представляет из себя вертикальный узкий лаз (40х60 см).

## Флора
На территории памятника растут четыре вида растений, зарегистрированных в Красной книге Новосибирской области: ковыль Залесского, ковыль перистый, костенец северный и гусинолук Федченко.

## Фауна
В «Каменистой степи» зарегистрированы 14 видов мелких млекопитающих, 35 видов птиц, 2 вида ящериц и 219 видов беспозвоночных. Встречающиеся здесь шмель необыкновенный и бабочка Аполлон занесены в Красную книгу Новосибирской области.

## Цели создания природоохранной территории
Статус памятника природы был присвоен с целью сохранения животного и растительного мира, в частности для сохранения исчезающих и редких видов флоры и фауны, естественно воспроизводящихся фрагментов разнотравно-ковыльно-каменистой степи; для проведения научно-познавательных экскурсий, экологического воспитания населения, обеспечения на территории памятника противопожарной безопасности и т. д.